# SAVE THE FUTURE
『SAVE THE FUTURE』（セーブ ザ フューチャー）は、「NHK地球エコ」キャンペーンの一環として、NHK総合テレビ（NHKワールド・プレミアムは一部時間帯のみ）が放送する、環境問題に関する特別番組である。

## 概要
2008年7月に開催の北海道洞爺湖サミットに合わせて「今、大きな問題となっている地球温暖化を防止するために、私たちは何ができるのか」ということを、放送を通して視聴者と出演者がともに考えるという趣旨の大型編成である。2003年に開始された「地球だい好き環境キャンペーン」をグレードアップした「NHK地球エコ」の中核となるキャンペーン特番として企画された。
NHKは本番組に合わせて、YouTubeに専用チャンネルを開設した。また、放送中の6月7日と8日の両日はNHK放送センター内に特設会場を設けて放送と並行してイベントを開催した。
2009年度の放送は、夏至に合わせた6月20日・21日に行われたが、前年の反省を踏まえ生放送を減らし、その分通常番組における連動企画を増やした。
2010年は6月4日と10月11日に「生物多様性」にスポットを当てた特集を予定する。このうち6月4日の放送はこれまでの週末集中での長時間放送はやめて、東北地方・近畿地方を除き金曜日 19:45 - 20:58の放送のみとした。10月11日は、名古屋で開催される、生物多様性条約締約国会議の第10回締約国会議（COP10）の初日にあたる。

### 曜日ごとのテーマ
2008年
- 6月7日「地球温暖化（CO2削減）を考えてみよう!」
- 6月8日「楽しくエコライフ!できることから始めよう!」

2009年
- 6月20日「子供から大人まで 大自然を感じて環境のことを考えよう!」
- 6月21日「日本全国まもりびと大集合!今夜はみんなでキャンドルナイト」

2010年
- 6月4日「生きものピンチ!SOS生物多様性」
近畿地方はNHKプロ野球交流戦・阪神タイガース対オリックス・バファローズに、東北エリアは『クローズアップ東北スペシャル』にそれぞれ差し替えた[2]。

## 主な企画・番組 (6月)
ニュース・気象情報を含む、本番組の内容に関係ない番組については以下の表には記載しない。また、時間表記はすべて日本標準時である。

### オープニングステージ
- 概要：NHK放送センター・特設スタジオでの公開生放送。その日放送する内容を紹介。
- 放送日時
  - 2008年：6月7日 10:00 - 10:55、6月8日 10:05 - 10:50
  - 2009年：6月20日 12:15 - 12:45

### 共通企画
科学者ライブ
2008年「地球温暖化」
- 概要：地球環境問題にかかわる専門家が放送センター特設スタジオで生討論を展開。
- 放送日時とテーマ
  - 第1部・温暖化のギモン：6月7日 13:50 - 15:00
  - 第2部・温暖化で地球はこうなる：6月7日 15:30 - 17:00

2009年「グリーンテクノロジーで未来を救え」
- 概要：二酸化炭素削減のためのグリーンテクノロジーの研究を進める国内外の科学者をNHK放送センターの特設スタジオに招き、その技術の最新情報を討論。
- 放送日時：6月21日 16:00 - 17:35

### 2008年のみの企画
ドラマ「僕の島/彼女のサンゴ」
2008年6月大型編成のプロローグとして放送。本放送では冒頭に藤原らが出演し、この大型編成全体のガイドを放映した。
飛行船・CO2の旅
- 概要：糸井重里と小野文惠アナウンサーが飛行船で関西から関東まで旅をする中で、CO2排出量削減について考える企画。
- 放送日時と通過場所
  1. 6月7日 11:00 - 11:45：京都
  2. 6月7日 12:15 - 12:45：琵琶湖
  3. 6月7日 15:05 - 15:30：愛知・サツキとメイの家
  4. 6月8日 13:05 - 13:40：愛知・三河湾
街道てくてく旅「四国八十八か所を行く」とのジョイント企画であった。
  5. 6月8日 15:35 - 16:00：富士山
  6. 6月8日 18:20 - 18:45：東京到着

世界一周!地球に触れる・エコ大紀行スペシャル
- 概要：BSで放送中の『世界一周!地球に触れる・エコ大紀行』とドッキング。通常の生中継とそれまでの旅のダイジェストを放送。
- 放送日時
  1. 6月7日 17:00 - 18:00
  2. 6月8日 8:00 - 8:57（旅のダイジェストのみ）

- 担当アナウンサーの中継地点
  - 田代杏子（北半球）：ギリシャ
  - 柴崎行雄（南半球）：マダガスカル

数字でわかるエコクイズ★エコdeラッキー3★
- 概要：放送センター特設スタジオから。クイズ形式で、環境問題を身近にする企画。
- 放送日時
  1. 6月8日 10:50 - 11:20
  2. 6月8日 13:40 - 14:10

### 2009年のみの企画
絵本作家たちのメッセージ～生きものをまもろう!!
- 概要：世界各地の絵本作家が地球環境のために守りたい未来をイラストにして作成したものを紹介。
- 放送日時：6月20日 15:05 - 16:15

長編アニメ「川の光」
- 概要：川にすむクマネズミの家族。しかしある日河川の工事により彼らの住処が壊された。クマネズミたちは新しい住処を求め川の上流へと向かう。
- 放送日時：6月20日 19:30 - 20:45

日本全国“まもりびと”大集合!
- 概要：3部構成。累計4時間近くをかけて、全国各地で地球環境の活動に取り組む市民らを「まもりびと」として紹介。
- 放送日時：6月21日
  1. 10:05 - 11:54
  2. 13:05 - 14:35
  3. 17:35 - 18:00

でんきを消してスローな夜を
- 概要：全国各地で、この日迎える夏至と、この番組と連動して照明などの電気類を消灯し、ろうそくだけで灯りを灯すライトアップキャンペーンが展開されたが、その模様を中継で送る。
- 放送日時：6月21日 19:30 - 20:00
松本は、この枠の通常番組『ダーウィンが来た! 〜生きもの新伝説〜』を担当。

### 音楽番組
渋谷エコライブ
- 概要：放送センター特設スタジオからの公開生放送
- 放送日時：2008年6月8日 16:00 - 17:00

エコうた
- 概要：エピローグとして放送され、藤原も番組の締め台詞を述べる。日本各地の環境に縁のある場所からの生中継を結んで放送。
- 放送日時：2008年6月8日、2009年6月21日 いずれも21:00 - 23:00

イメージソング「懐かしい未来」合唱の輪
- 概要：プロジェクトのイメージソングを歌うalanが日本各地を回り、イメージソングを合唱。
- 放送日時：2009年6月21日 14:35 - 15:00

### 通常番組の特別企画
特に時間表記が無いもの、「通常時間」表記のものは通常の番組枠で放送した。
週刊こどもニューススペシャル
- 放送日時
  - 2008年6月7日 18:10 - 18:45（みんなの広場ふれあいホールからの公開生放送）
  - 2009年6月20日 通常時間（他の大きなニュースもあったため完全な通常モードで連動企画を放送）

日本の、これから
2008年「地球温暖化」
- 第1部：6月7日 19:30 - 20:45
- 第2部：6月7日 21:00 - 22:30

2009年「環境と経済」
- 放送日時：6月20日 21:00 - 22:50

日曜討論
2008年「地球温暖化対策 政治は何をなすべきか?」
2009年「温暖化対策 誰が負担するのか」
難問解決!ご近所の底力スペシャル
2008年
- 放送日時：6月8日 14:10 - 15:00

2009年
- 放送日時：6月19日 19:30 - 20:43、6月20日 16:15 - 17:28（再放送）

東京カワイイ★TV
2008年はスペシャル。放送日時：6月8日 17:00 - 18:00
2009年連動企画「不況を追い風に! 世界リセッショニスタ旋風」
経済ワイド ビジョンe
2009年連動企画「フードロス対策」
パパサウルス
2009年連動企画「ろうそくをリサイクル」
双方向解説・そこが知りたい!
2009年「どこまでやれるかCO2削減～ポスト京都と世界～」
放送日時：6月20日 10:05 - 11:54
土曜スタジオパーク
2009年、藤原がゲスト出演しこの年のプロジェクトについて説明。
@キャンパス エコスペシャル
放送日時：2009年6月21日 15:05 - 16:00

### その他の番組

#### 2008年
NHKの環境経営
- 放送日時：6月8日 11:45 - 11:54

NHKミニミニ映像大賞「エコSP」
- 放送日時：6月8日 11:20 - 11:52

イベント紹介など
- 放送日時：6月8日 15:10 - 15:35

## 2008年末スペシャル
2008年12月29日にも年末スペシャルが編成された。これは、当日、二酸化炭素排出削減のため、教育テレビを昼から夜まで僅か9時間のみの放送とすることに併せ、環境問題に関する特集を企画する。ただし、夏の反省を踏まえ、総合テレビでは19:30から5時間程度のみの3部制とした。
また、教育テレビは基本的に通常の編成だが、当日の放送開始後及び終了前の各30分間と、再放送枠の14時台に、学校放送の総合学習番組（環境）『ど〜する?地球のあした』のアンコール編成・連動企画番組などが放送された。総合テレビでは午前中と21:30以後の放送中に「地球温暖化対策のために、教育テレビはただいま放送を休止しています。ご了承ください。」という字幕が随時放送された。

## 出演者
レギュラー番組の出演者については省略する。

### 全体統括
- メインパーソナリティ：藤原紀香
- 総合司会：松本和也アナウンサー（「地球エコ2008」担当）、いとうせいこう（2010年6月）

### 共通
- 鎌倉千秋（アナウンサー、6月担当）
2009年は8月から中華人民共和国派遣が発表されたことから、その前で最後の放送出演となった。
- 上田早苗（アナウンサー、「エコうた」担当）
大阪放送局転勤後も東京へ出張して担当した。

### 2008年6月のみ出演
飛行船・CO2の旅
糸井重里、小野文惠（アナウンサー）
科学者ライブ
司会：いとうせいこう
エコdeラッキー3
- 司会：ベッキー
- 解説：山口勝アナウンサー（「地球エコ2008」担当）
- ほか：AKB48（他コーナーにも出演）、TIM、ハリセンボン

ミニミニ映像大賞
- 箭内道彦

街道てくてく旅
- 四元奈生美

難問解決!ご近所の底力
榮倉奈々、安田顕、森迫永依（連続テレビ小説『瞳』出演）
渋谷エコライブ
山嵐、Perfume
その他出演者
- ペナルティ
- 氷川きよし

### 2008年末スペシャル
- 山口智充
- 林家たい平（教育テレビ出演）
- 福地茂雄（会長）
- 山口勝アナウンサー
福地・山口らはNHKの時短活動について説明した。

### 2009年6月のみ出演
6月20日
杉浦太陽、白坂奈々、鈴木純一朗、さかなクン
絵本作家たちのメッセージ～生きものをまもろう!!
三森典彰
6月21日
つるの剛士、品川庄司、alan、森永卓郎
日本全国“まもりびと”大集合!
赤井英和、飯田圭織、スピードワゴン、山本太郎、マエキタミヤコ、山崎バニラ、藤岡弘、、高畑淳子、若月弘一郎（アナウンサー）、黒田信哉（アナウンサー）
@キャンパス エコスペシャル
辻信一
科学者ライブ
- 進行：いとうせいこう、黒崎めぐみ（アナウンサー）
- その他：坂下千里子

### 2010年6月の出演
- パネラー：alan、中尾彬、はるな愛、ガレッジセール、さかなクン
- 科学者チーム：江守正多（国立環境研究所）、五箇公一（国立環境研究所）、香坂玲（名古屋市立大学）、本川達雄（東京工業大学）
- VTR出演：加藤清史郎

## イメージソング
懐かしい未来〜longing future〜（歌：alan、プロデュース：坂本龍一、作曲：菊池一仁、作詞：大貫妙子）

## 備考

### 2008年
- 6月8日は12:30頃に発生した秋葉原通り魔事件の報道のため、午後の全ての番組で進行の途中で臨時ニュースが挿入され（14 - 17時台は毎正時頃と毎時30分頃から約10分間）、クイズの問題が一部カットされるなどした。定時ニュースも時間を拡大して放送された。
- NHK広島放送局は6月8日15:10 - 18:00（18:00以後の延長はデジタル総合2のマルチ編成のみ）に総合テレビでNHKプロ野球交流戦・『広島対福岡ソフトバンク』を中継したため、その間当番組は教育テレビでの放送となった。画面上のウォーターマーク「NHK E」は表示されなかった。NHK福岡放送局とNHK北九州放送局では当該試合の放送は無かった。
- せっかく関心があっても、上記のとおり臨時ニュースを随時挿入せざるを得なくなったため、視聴率は低い結果となってしまった。このため、7月7日と8日の15:12 - 16:40に2日間の放送内容を90分弱に凝縮し、再編集したバージョンを放送した。
- 12月31日、松本和也が総合司会を務める『第59回NHK紅白歌合戦』に、『地球エコ2008』自体の締めの意味を込め、この企画の枠としてエンヤが特別出場（勝敗に関係なし）した。

### 2009年
- マスコットキャラクターとして「フェリーチェス」を採用した。4秒スポットは全てこの「フェリーチェス」のCGとした。
- 経費削減と前年の反省から、通常番組との連動企画を増やしたこともあり、前年ほどの大きな盛り上がりとはならなかったが、これは、経営計画において通常活動における取組みを強めるとしたことも関係する。

## その他
元々、6月5日は世界環境デーとして国連で定められており、日本でもこれに合わせ6月を“環境月間”としている。
民放でも、これを踏まえた活動を行っているが、特に日本テレビ系列では、2003年から6月第1週を「日テレ系ecoウィーク」と銘打ち、日本テレビが開局55周年、ytvが開局50周年を迎えた2008年からは、締め括りとなる大型番組を編成した。
しかし、2010年は一転して同企画と連携する方針を表明。当時日本テレビ会長の氏家齊一郎は、当時NHK会長の福地茂雄から連携の呼びかけがあったとしている。この関係などもあってか、NHKが6月の放送では過去2年間、週末（金曜・土曜・日曜）の2-3日に集中して編成されてきた長時間特番の形をやめて、6月4日の75分特番（東北地方・近畿地方除く　前述のとおり再放送の6月5日が初回扱い）に短縮して放送、加えてその回には日本テレビ側からも出演者を登場させる。
2011年以降、NHKの環境特番並びに関連イベントは実施されていない（東北地方太平洋沖地震（東日本大震災）の影響であるかは不明だが、震災発生後、大規模なキャンペーンは「NHK東日本大震災プロジェクト」に事実上移行された。また「日テレ系ecoウィーク」も2013年度から「7daysチャレンジTV」と題し地球環境以外のジャンルにも規模を拡大したため発展解消された）。